# Crataegus mollis
Crataegus mollis — вид квіткових рослин із родини трояндових (Rosaceae).

## Біоморфологічна характеристика
Це дерево чи кущ 40–100 дм заввишки. Складні шипи на стовбурах часті в деяких популяціях. Нові гілочки пухнасті молодими, потім ± голі, 1-річні гілочки жовтувато-коричневі, старші блідо-сірі; колючки на гілочках відсутні або часті, ± прямі чи ± вигнуті, 2-річні чорнувато-коричневі, з віком сіріють, зазвичай ± міцні, 3–6 см. Листки: ніжки листків 40–50% від довжини пластини; листові пластини від ± еліптичних до ± яйцеподібних чи майже округлих, 4–8(12) см, основа від зрізаної до клиноподібної, часточок 0 або 2–6 на кожному боці, верхівки часток від гострих до тупих, краї сильно пилчасті, нижня поверхня запушена молодою, густо-запушена на жилках, верхня поверхня густо запушена молодою й густо запушена чи гола зрілою. Суцвіття 5–15-квіткові. Квітки 20–25 мм у діаметрі; гіпантій густо запушений; чашолистки вузько-трикутні, 6 мм; пелюстки білі, іноді рожеві при пізньому цвітінні; тичинок (10 або)20; пиляки кремові чи кольору слонової кістки. Яблука яскраво-червоні, іноді оранжево-червоні або темно-червоні, рідше жовті, майже кулясті, 8–14 мм у діаметрі, ± запушені.

## Ареал
Зростає у східній і центральній частинах США (Алабама, Арканзас, Коннектикут, Джорджія, Айова, Іллінойс, Індіана, Канзас, Кентуккі, Луїзіана, Массачусетс, Меріленд, Мен, Мічиган, Міннесота, Міссурі, Міссісіпі, Північна Дакота, Небраска, Нью-Гемпшир, Нью-Йорк, Огайо, Оклахома, Південна Дакота, Теннессі, Техас, Вірджинія, Вермонт, Вісконсин, Західна Вірджинія), і в південно-східній частині Канади.

## Використання
Плоди вживають сирими чи приготованими, наприклад у желе, варення. М'якуш дещо кислий, сухий і борошнистий. З гілочок можна приготувати напій, схожий на чай.
Хоча конкретних згадок про цей вид не було помічено, плоди та квіти багатьох видів глоду добре відомі в трав'яній народній медицині як тонізувальний засіб для серця, і сучасні дослідження підтвердили це використання. Зазвичай його використовують у вигляді чаю чи настоянки.
Деревина важка, надзвичайно тверда, міцна і дрібнозерниста. Там, де зустрічається деревина достатнього діаметру, вона цінується для використання в токарній справі і традиційно використовується для таких цілей, як виготовлення ручок для інструментів, киянок та інших дрібних предметів. Рослина витримує обрізку і її можна використовувати як живопліт.

## Галерея

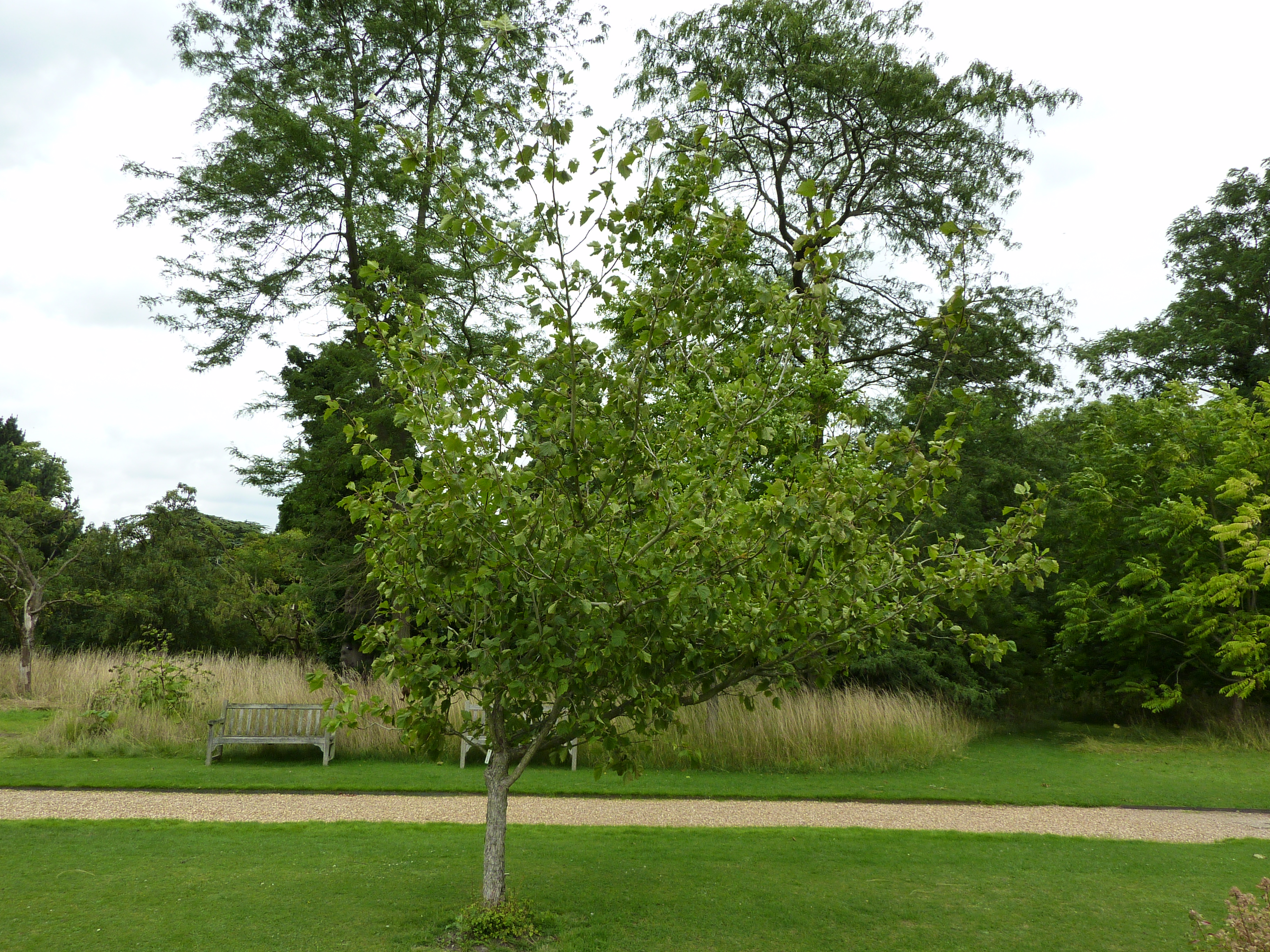
молоде деревце
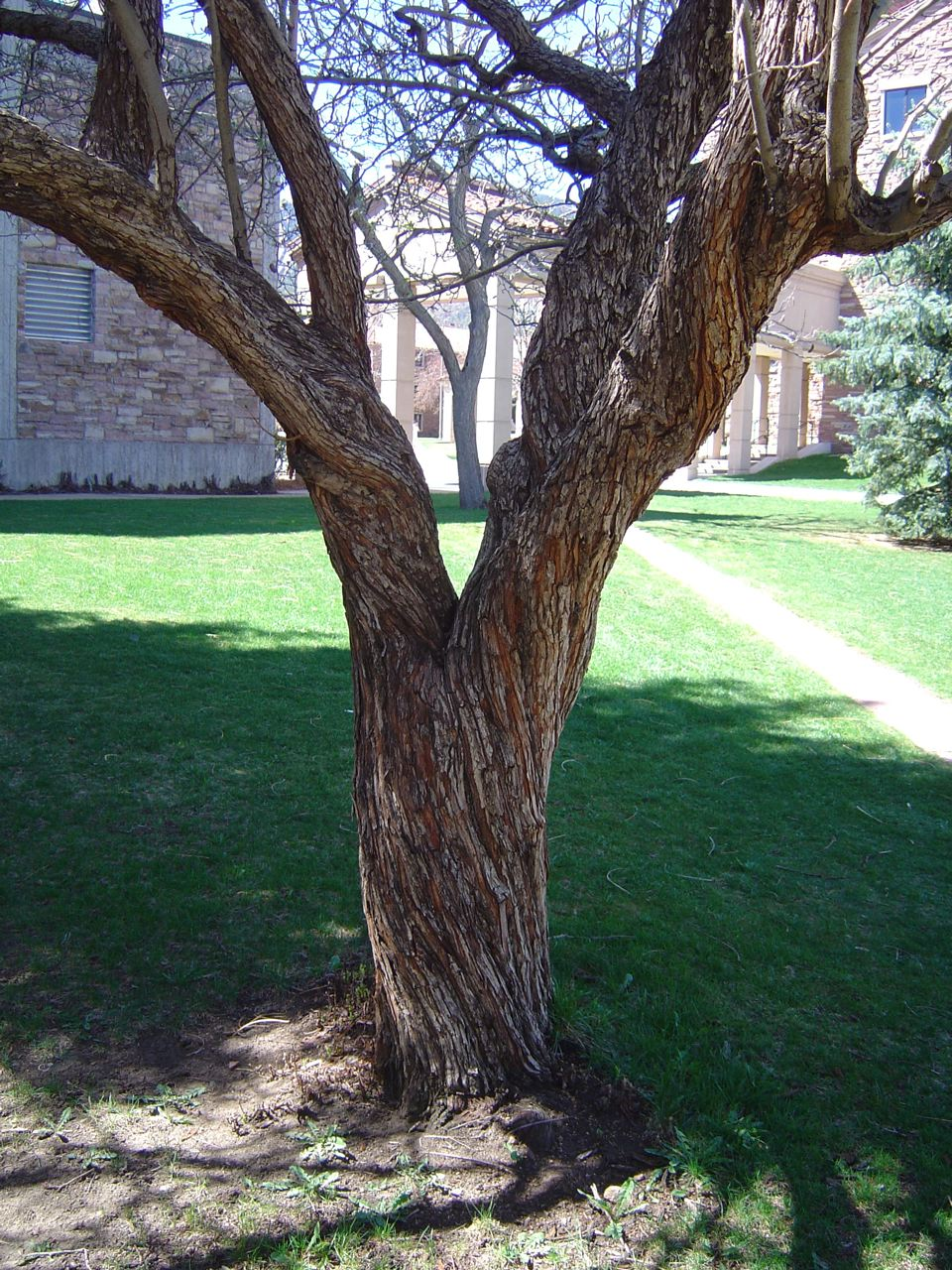
старе дерево
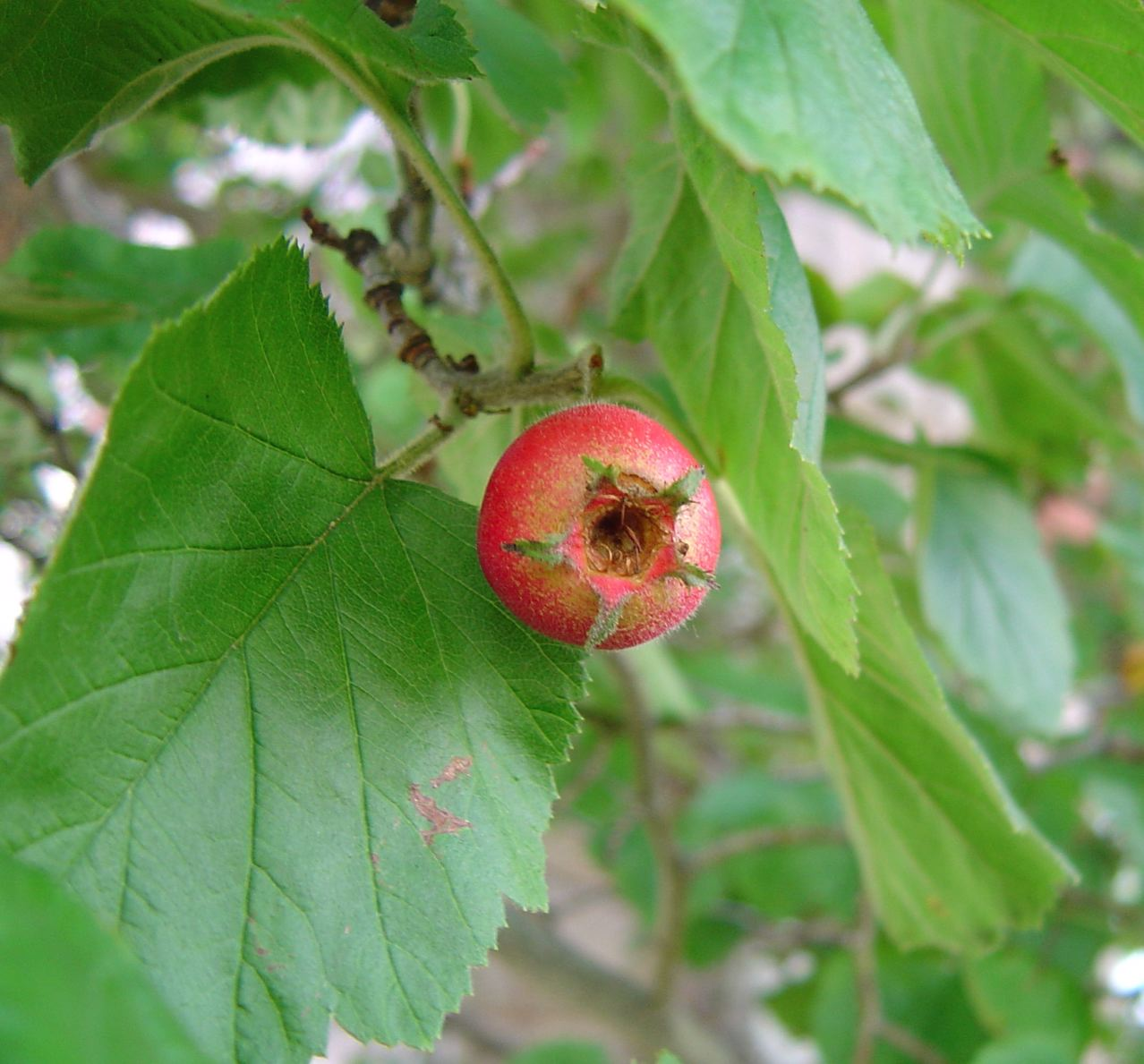
плід